# Пиџин Фолс (Висконсин)
Пиџин Фолс (енгл. Pigeon Falls) град је у америчкој савезној држави Висконсин.

## Демографија
По попису из 2010. године број становника је 411, што је 23 (5,9%) становника више него 2000. године.
| Група             | 2000.       | 2010.       |
| Белци             | 384 (99,0%) | 403 (98,1%) |
| Афроамериканци    | 3 (0,8%)    | 1 (0,2%)    |
| Азијати           | 1 (0,3%)    | 1 (0,2%)    |
| Хиспаноамериканци | 0 (0,0%)    | 5 (1,2%)    |
| Укупно            | 388         | 411         |